# Comté de Fall River
Le comté de Fall River est un comté situé dans l'État du Dakota du Sud, aux États-Unis. En 2010, sa population est de 7 094 habitants. Son siège est Hot Springs.

## Histoire
Créé en 1883, le comté doit son nom à la Fall River, une rivière qui traverse notamment son siège Hot Springs.

## Villes du comté
- Cities :
  - Edgemont
  - Hot Springs

- Town :
  - Oelrichs

## Démographie
Selon l'American Community Survey, en 2010, 96,23 % de la population âgée de plus de 5 ans déclare parler l'anglais à la maison, 2,78 % l'espagnol, 0,53 % dakota et 0,46 % une autre langue.
| 1890  | 1900  | 1910  | 1920  | 1930  | 1940  |
| ----- | ----- | ----- | ----- | ----- | ----- |
| 4 478 | 3 541 | 7 763 | 6 985 | 8 741 | 8 089 |

| 1950   | 1960   | 1970  | 1980  | 1990  | 2000  |
| ------ | ------ | ----- | ----- | ----- | ----- |
| 10 439 | 10 688 | 7 505 | 8 439 | 7 353 | 7 453 |

| 2010  | - | - | - | - | - |
| ----- | - | - | - | - | - |
| 7 094 | - | - | - | - | - |